# Greci di Cargese
I Greci di Cargese sono una minoranza residente in Corsica, a Cargese, assimilata culturalmente e linguisticamente con la popolazione corsa.

## Storia
Benché l'isola fosse stata colonizzata, in epoca classica, da popolazioni greche che vi fondarono la città di Alalia (l'odierna Aleria) la popolazione attuale di stirpe greca ha origine nel XVII secolo.
Originari della Maina, penisola del Peloponneso, decisero di abbandonare la loro terra natia, occupata dagli Ottomani.
La ricerca per trovare una nuova patria iniziò a partire dal 1663, quando il vescovo Partenios Calcandis, iniziò le trattative con il governo della Repubblica di Genova per ottenere un territorio da colonizzare.
Le trattative si protrassero per alcuni anni, sinché i genovesi concessero ai greci di potersi recare in Paonia, regione della Corsica ad ovest di Vico e ad una cinquantina di chilometri da Ajaccio. Come condizione basilare fu imposta la loro conversione alla chiesa cattolica, pur mantenendo il rito greco.
Il territorio venne visitato da Giovanni Stefanopoli, che secondo lo storico Giovanni Paolo Limperani fu quello che condusse le trattative con i genovesi, che lo giudicò ideale per lo stanziamento della colonia.
Le devastazioni portate dal condottiero ottomano Amurat alla loro terra nel 1675 accelerarono i preparativi dell'esodo. 730 greci si imbarcarono il 3 ottobre 1675 sulla nave francese Saveur, ormeggiata nel porto di Oitylo, con destinazione Genova.
La nave comandata dal capitano Daniel fu costretta a sostare a Messina ove i greci furono costretti alla quarantena. Giunsero così a Genova il 1º gennaio 1676. Ivi furono accolti ed alloggiati in attesa di ripartire per la Corsica.
I quattro capi dei coloni greci condussero con le autorità genovesi ulteriori trattative, e vennero a concludere il 14 gennaio un patto di sottomissione formato da quattordici articoli, in cui si specificavano i loro doveri ed i loro diritti. Mantennero alcune esenzioni i quattro notabili della colonia, soprattutto Giovanni Stefanopoli.
Durante il soggiorno genovese iniziò l'italianizzazione dei nomi greci.
Dopo altri due mesi di permanenza nel capoluogo ligure, poterono reimbarcarsi e giungere nel porto di Saona e di lì in Paomia il 14 marzo 1676. Furono in seguito raggiunti dal vescovo Partenios Calcandis e da altri coloni greci.

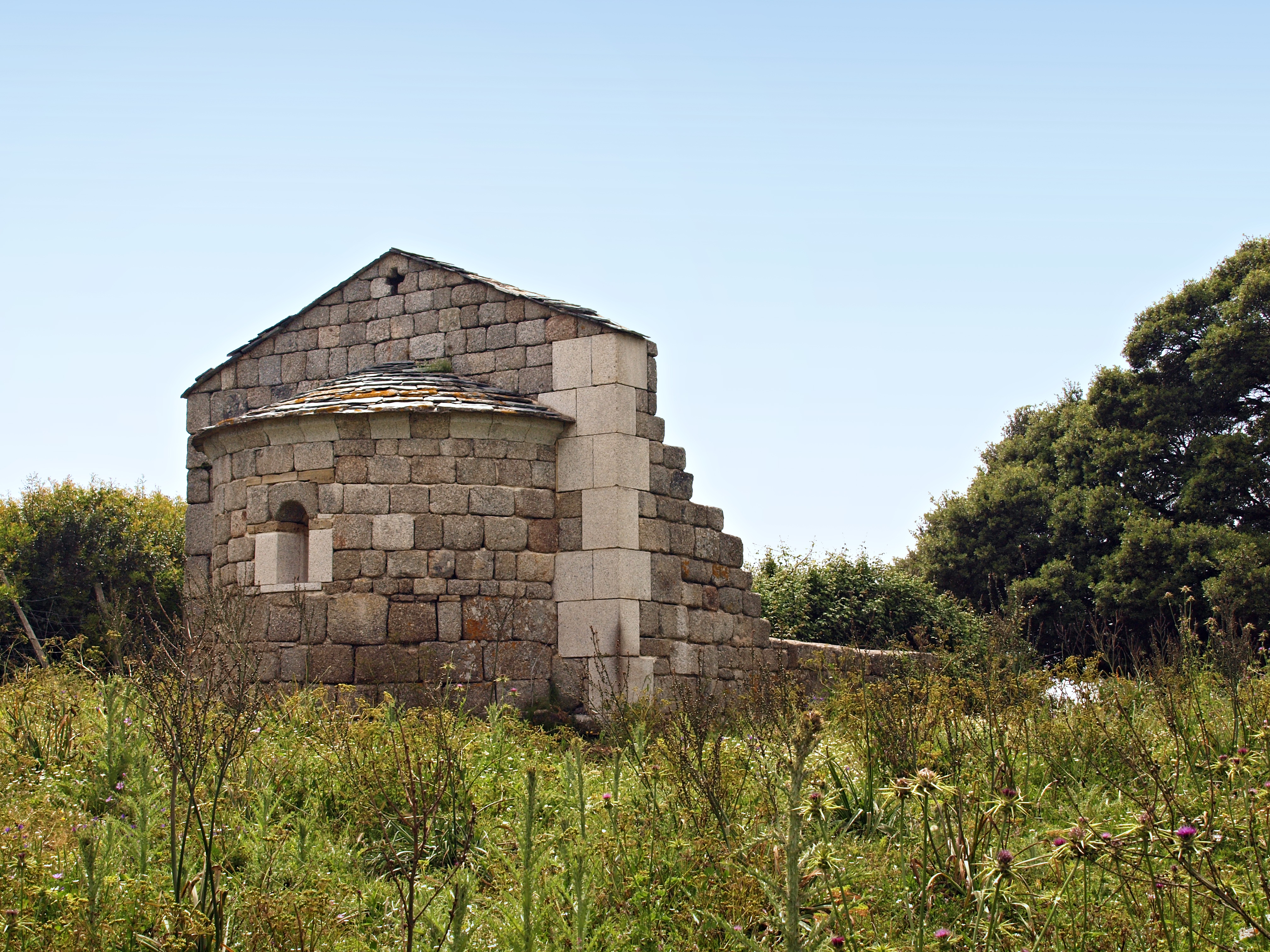
Rovine della chiesa di sant'Elia presso la località di Campomoro, Paomia.

Con i soldi prestati dalla Repubblica, i greci nel giro di un anno costruirono cinque frazioni: Pancone, Corone, Rondolino, Salici e Monte-Rosso.
Nel 1678 venne terminata la chiesa di Nostra signora dell'assunzione a Rondolino.
Nel 1729, quando vi fu ribellione dei còrsi contro Genova, i greci rimasero fedeli alla Repubblica e vennero così attaccati dai ribelli che saccheggiarono i loro insediamenti. I genovesi, che non potevano venir loro in soccorso, consigliarono ai greci di rifugiarsi ad Ajaccio, anche se una cinquantina di loro restò a difendere, sinché poterono, le loro terre.
Alcune famiglie decisero di abbandonare la Corsica per trovare rifugio nella vicina Sardegna. Nel 1746, con il consenso di Carlo Emanuele III di Savoia, essi si stabilirono nelle vicinanze di Bosa, ove fondarono Montresta. Questa colonia greca ebbe però vita brevissima perché fu fortemente contrastata dalla popolazione autoctona, tanto da ridurne la popolazione a sole due persone nel 1830.
L'esilio ad Ajaccio durerà sino al 1774, quando, sotto gli auspici del conte di Marbeuf, i francesi, che avevano dal 1768 sostituito i genovesi nel possesso dell'isola, permisero ai greci, guidati da Georges Stefanopoli di insediarsi nel Cargese, come compensazione della perdita della Paomia.
Allo scoppio della rivoluzione francese i greci di Cargese saranno attaccati ed assediati dai giacobini di Vico. I greci allora si rifugiarono nuovamente ad Ajaccio ove rimasero quattro anni, sinché il generale Casabianca ne ordinò il ritorno in Cargese. Mentre ottocento greci decisero di tornare a Cargese, circa quattrocento di loro abbandonarono la comunità, rimanendo ad Ajaccio o emigrando dall'isola.
Nel 1814 vi sarà l'ultimo attacco ai greci da parte degli abitanti di Vico, che però saranno costretti a restituire parte del maltolto.
Nei secoli successivi la popolazione venne assimilata sia culturalmente che linguisticamente dalla popolazione franco-corsa, sino all'estinzione del dialetto greco di Cargese nel 1974, con la morte dell'ultimo parlante.